# Будищенська сільська рада (Черкаський район)
Буди́щенська сільська́ ра́да — адміністративно-територіальна одиниця та орган місцевого самоврядування в Черкаському районі Черкаської області. Адміністративний центр — село Будище.

## Загальні відомості
- Населення ради: 2 666 осіб (станом на 2001 рік)

## Населені пункти
Сільській раді підпорядковані населені пункти:
- с. Будище
- с. Лозівок
- с. Єлизаветівка
- с. Новоселівка

## Склад ради
Рада складається з 20 депутатів та голови.
- Голова ради: Приходько Григорій Миколайович
- Секретар ради: Коток Олена Василівна

### Керівний склад попередніх скликань
| Прізвище, ім'я, по батькові    | Основні відомості                                                             | Дата обрання | Дата звільнення |
| ------------------------------ | ----------------------------------------------------------------------------- | ------------ | --------------- |
| Тарасенко Григорій Трохимович  | Сільський голова, 1953 року народження, безпартійний                          | 26.03.2006   | 31.10.2010      |
| Приходько Григорій Миколайович | Сільський голова, 1969 року народження, освіта середня загальна, безпартійний | 31.10.2010   |                 |

Примітка: таблиця складена за даними сайту Верховної Ради України

### Депутати
За результатами місцевих виборів 2010 року депутатами ради стали:

#### За суб'єктами висування
| Суб'єкт висування                                       | Кількість обраних депутатів | %  |
| ------------------------------------------------------- | --------------------------- | -- |
| Самовисування                                           | 10                          | 50 |
| Партія регіонів                                         | 8                           | 40 |
| Політична партія Всеукраїнське об'єднання «Батьківщина» | 1                           | 5  |
| Соціалістична партія України                            | 1                           | 5  |

#### За округами
| № округу                                                | Прізвище, ім'я, по батькові    | Дата визнання обраним | Освіта             | Партійна приналежність                        | Відомості про обраного депутата                         |
| ------------------------------------------------------- | ------------------------------ | --------------------- | ------------------ | --------------------------------------------- | ------------------------------------------------------- |
| Партія регіонів                                         |                                |                       |                    |                                               |                                                         |
| 1                                                       | Чернєцова Людмила Петрівна     | 05.11.2010            | середня спеціальна | позапартійна                                  | Будищенська сільська рада, інспектор військового обліку |
| 2                                                       | Іващенко Іван Анатолійович     | 05.11.2010            | вища               | позапартійний                                 | Мошнівське лісництво, майстер                           |
| 5                                                       | Фоменко Сергій Миколайович     | 05.11.2010            | вища               | член Партії регіонів                          | приватний підприємець                                   |
| 10                                                      | Третяк Юрій Віталійович        | 05.11.2010            | вища               | член Партії регіонів                          | ПП «Ювілон», директор                                   |
| 15                                                      | Жура Віра Іванівна             | 05.11.2010            | середня спеціальна | позапартійна                                  | тимчасово не працює                                     |
| 17                                                      | Галушко Миколагригорович       | 05.11.2010            | середня спеціальна | позапартійний                                 | ВАТ «Черкаси-газ», слюсар                               |
| 18                                                      | Білик Любов Іванівна           | 05.11.2010            | вища               | позапартійна                                  | тимчасово не працює                                     |
| 19                                                      | Співак Вікторія Василівна      | 05.11.2010            | вища               | позапартійна                                  | тимчасово не працює                                     |
| Політична партія Всеукраїнське об'єднання «Батьківщина» |                                |                       |                    |                                               |                                                         |
| 4                                                       | Рак Надія Іванівна             | 05.11.2010            | середня спеціальна | член Всеукраїнського об'єднання «Батьківщина» | Будищенська лікарська амбулаторія, фельдшер             |
| Соціалістична партія України                            |                                |                       |                    |                                               |                                                         |
| 20                                                      | Лазебний Олег Петрович         | 05.11.2010            | середня спеціальна | член Соціалістичної партії України            | СПК «Райліс», лісник                                    |
| Самовисування                                           |                                |                       |                    |                                               |                                                         |
| 3                                                       | Чернігова Валентина Григорівна | 05.11.2010            | середня спеціальна | позапартійна                                  | Будищенська сільська рада, головний бухгалтер           |
| 6                                                       | Смаглій Леся Петрівна          | 05.11.2010            | вища               | позапартійна                                  | ДП «Перемога Нова», начальник виробничого відділення    |
| 7                                                       | Чеберяк Олександр Сергійович   | 05.11.2010            | вища               | позапартійний                                 | ФГ «Ясна Зоря», голова                                  |
| 8                                                       | Круть Наталія Миколаївна       | 05.11.2010            | вища               | позапартійна                                  | Будищенська загальноосвітня школа І-ІІІ ст., вчитель    |
| 9                                                       | Коток Олена Василівна          | 05.11.2010            | вища               | позапартійна                                  | Будищенська сільська рада, секретар                     |
| 11                                                      | Синиця Микола Федорович        | 05.11.2010            | середня            | позапартійний                                 | приватний підприємець                                   |
| 12                                                      | Халімончук Сергій Іванович     | 05.11.2010            | вища               | член Політичної партії «Сильна Україна»       | Свидівське лісництво, лісник                            |
| 13                                                      | Гурський Сергій Андрійович     | 05.11.2010            | середня спеціальна | позапартійний                                 | приватний підприємець                                   |
| 14                                                      | Заброцький Олексій Миколайович | 05.11.2010            | середня            | позапартійний                                 | тимчасово не працює                                     |
| 16                                                      | Сивак Григорій Андрійович      | 05.11.2010            | вища               | член Партії регіонів                          | пенсіонер                                               |

## Природно-заповідний фонд
На зелях, що належать сільраді, розатшовано ландшафтний заказник місцевого значення Рогозинські острови.